# تلدو، سوریه
تلدو (به عربی: تلدو) یک منطقهٔ مسکونی در سوریه است که در استان حمص واقع شده‌است. تلدو ۱۵٬۷۲۷ نفر جمعیت دارد.